# Dojkinci
Dojkinci (cyr. Дојкинци) – wieś w Serbii, w okręgu pirockim, w mieście Pirot. W 2011 roku liczyła 176 mieszkańców.